# 9594 Garstang
A 9594 Garstang (ideiglenes jelöléssel 1991 RG) a Naprendszer kisbolygóövében található aszteroida. Robert H. McNaught fedezte fel 1991. szeptember 4-én.